# Volleyballclub Neuwied '77
Il Volleyballclub Neuwied '77 è una società pallavolistica femminile tedesca, con sede a Neuwied: milita nel campionato tedesco di 1. Bundesliga.

## Storia
Il Volleyballclub Neuwied '77 viene fondato il 23 febbraio 1977 da un gruppo di attivisti. Partendo dalle categorie regionali del campionato tedesco, il club ottiene la promozione in 2. Bundesliga nel 2015: trascorre quindi sei annate in serie cadetta, ottenendo sempre risultati di media o alta classifica, fino al primo posto del campionato 2020-21, che vale la promozione in 1. Bundesliga.

## Rosa 2021-2022
| N° | Nome               | Ruolo | Data di nascita  | Nazionalità sportiva |
| -- | ------------------ | ----- | ---------------- | -------------------- |
| 1  | Anna Church        | L     | 21 luglio 1993   | Stati Uniti          |
| 2  | Lexi Pollard       | O     | 5 agosto 1998    | Canada               |
| 3  | Isabelle Marciniak | P     | 16 dicembre 1997 | Stati Uniti          |
| 4  | Maike Henning      | S     | 19 giugno 1999   | Germania             |
| 5  | Senta Barke        | O     | 31 dicembre 1999 | Germania             |
| 6  | Alexis Conaway     | S     | 12 gennaio 1996  | Stati Uniti          |
| 7  | Rachel Anderson    | C     | 10 maggio 1996   | Stati Uniti          |
| 8  | Madelyn Halteman   | P     | 20 agosto 1997   | Stati Uniti          |
| 9  | Haile Watson       | C     | 21 aprile 1996   | Stati Uniti          |
| 10 | Julia Wenzel       | S     | 12 gennaio 1998  | Germania             |
| 11 | Lauren Bevan       | S     | 2 ottobre 1998   | Stati Uniti          |
| 12 | Sarah Kamarah      | O     | 13 aprile 1989   | Germania             |
| 17 | Tina Simić         | C     | 16 dicembre 2001 | Serbia               |
| 18 | Taylor Slover      | S     | 29 aprile 1997   | Stati Uniti          |